# Хуцишвили, Владимир Андреевич
Владимир Андреевич Хуцишвили (1905, село Сонда, Душетский уезд, Тифлисская губерния, Российская империя — апрель 1986, село Земо-Кеди, Цителицкаройский район, Грузинская ССР) — заведующий коневодческой фермой колхоза имени Сталина Цителицкаройского района Грузинской ССР. Герой Социалистического Труда (1948).

## Биография
Родился в 1905 году в крестьянской семье в селе Сонда Душетского уезда (сегодня — Душетский муниципалитет). В 1930 году вместе со своей семьёй переехал в село Земо-Кеди, где в последующие годы трудился в местном колхозе. В послевоенные годы руководил коневодческой фермой в колхозе имени Сталина с центральной усадьбой в селе Земо-Мачхаани. Председателем этого колхоза был Николай Петрович Мамаиашвили.
В 1947 году труженики коневодческой фермы вырастили 56 жеребят от 56 кобыл. Указом Президиума Верховного Совета СССР от 17 августа 1948 года удостоен звания Героя Социалистического Труда за «получение в 1947 году высокой продуктивности животноводства» с вручением ордена Ленина и золотой медали «Серп и Молот» (№ 2714).
Этим же указом званием Героя Социалистического Труда был награждён старший табунщик колхоза имени Сталина Матвей Иванович Гогишвили.
Избирался депутатом Цителицкаройского районного Совета депутатов трудящихся.
После выхода на пенсию продолжал трудиться в колхозе. С 1968 года — персональный пенсионер союзного значения. С 1971 года — пастух в родном колхозе. В 1975 году окончательно вышел на заслуженный отдых. Проживал в селе Земо-Кеди Цетелицкаройского района. Умер в апреле 1986 года.